# Joungane
Die Joungane (norwegisch sinngemäß für Junge Skuas) sind eine Gebirgskette aus vier kleinen Bergen im ostantarktischen Königin-Maud-Land. In der Sverdrupfjella ragen sie nördlich des Storjoen auf.
Luftaufnahmen entstanden bei der Deutschen Antarktischen Expedition 1938/39 unter der Leitung des Polarforschers Alfred Ritscher. Norwegische Kartographen, die sie auch benannten, kartierten sie anhand von Vermessungen und Luftaufnahmen der Norwegisch-Britisch-Schwedischen Antarktisexpedition (1949–1952) sowie Luftaufnahmen aus den Jahren von 1958 bis 1959 der Dritten Norwegischen Antarktisexpedition (1956–1960).